# Ejido Papalote
Ejido Papalote es una localidad del estado mexicano de Baja California. Es parte del municipio de San Quintín.

## Demografía
| Gráfica de evolución demográfica |
|                                  |

| Censo | Población |
| ----- | --------- |
| 1990  | 1 238     |
| 2000  | 2 178     |
| 2010  | 3 413     |
| 2020  | 4 072     |